# Манифест молодого человека
Манифест молодого человека (азерб. Bir gəncin manifesti) — роман азербайджанского писателя, литературоведа Мир Джалала.

## История
Роман написан в 1937-1939 годах и издавался по  частям в журнале "Революция и культура". Роман сыграл важную роль в творческой жизни писателя. В 1940 году роман был издан в виде книги.
В 2017 году роман впервые был переведен на турецкий язык.

## Сюжет
Центральные героями романа являются представители одной семьи — Мардан (старший сын), Сона (мать) и Бахар (младший сын), обобщенные художественные образы азербайджанского крестьянства того времени. В романе описывается патриотизм, героизм людей, готовых пожертвовать своей жизнью ради свободы и независимости.